# Cseszneky
Csesznekyji so bili madžarska grofovska in baronska rodbina, ki je imela posestvi na Madžarskem, Slovaškem, Hrvaškem in v Vojvodini. Rodbina Cseszneky je v 13. stoletju pridobila grad Csesznek.

## Člani rodbine
- Jakab Cseszneky (en), baron
- György Cseszneky (en), grof
- Mihály Cseszneky (en), grof
- Benedek Cseszneky (en), grof
- Gyula Cseszneky, grof, madžarski pesnik, makedonski vojvoda